# Ourisia simpsonii
Ourisia simpsonii är en grobladsväxtart som först beskrevs av Moore, och fick sitt nu gällande namn av M.T. Kalin Arroyo. Ourisia simpsonii ingår i släktet Ourisia och familjen grobladsväxter. Inga underarter finns listade i Catalogue of Life.